# Lieutenant-gouverneur du Kentucky
Le lieutenant-gouverneur du Kentucky (en anglais : Lieutenant Governor of Kentucky) est, après le gouverneur, le deuxième personnage de la branche exécutive de l'État américain du Kentucky.
Le lieutenant-gouverneur actuel est la démocrate Jacqueline Coleman.

## Histoire
La fonction de lieutenant-gouverneur est créée par la seconde Constitution du Kentucky de 1799.

## Fonctions et élection
Avant un amendement constitutionnel de 1992, le lieutenant-gouverneur du Kentucky devenait gouverneur par intérim à tout moment où le gouverneur se trouvait en dehors du Commonwealth. Il présidait également le Sénat. L'amendement de 1992 a créé un nouveau poste de président du Sénat qui sera occupé par l'un des 38 sénateurs. 
Le lieutenant-gouverneur sert de gouverneur du Kentucky en cas de vacance du poste.

## Liste des lieutenants-gouverneurs du Kentucky
Les noms sont suivis des dates du mandat et entre parenthèses des dates de naissance et de décès :
1. Alexander Scott Bullitt 1800-04 (1761-1816)
2. John Caldwell 1804 (1757-1804)
3. Thomas Posey 1806-08 (1750-1818)
4. Gabriel Slaughter 1808-12, 1816 (1767-1830)
5. Richard Hickman 1812-16 (1757-1832)
6. William T. Barry 1820-24 (1784-1835)
7. Robert B. McAfee 1824-28 (1784-1849)
8. John Breathitt 1828-32 (1786-1834)
9. James T. Morehead 1832-34 (1797-1854)
10. Charles A. Wickliffe 1836-39 (1788-1869)
11. Manlius Valerius Thomson 1840-44 (1802-1850)
12. Archibald Dixon 1844-48 (1802-1876)
13. John LaRue Helm 1848-50 (1802-1867)
14. John Burton Thompson 1852-53 (1810-1874)
15. James Greene Hardy 1855-56 (1795-1856)
16. Linn Boyd 1859 (1800-1859)
17. Richard Taylor Jacob 1863-64 (1825-1903)
18. John White Stevenson 1867 (1812-1886)
19. Preston H. Leslie 1867-71 (1819-1907)
20. John G. Carlisle 1871-75 (1834-1910)
21. John C. Underwood 1875-79 (1840-1913)
22. James E. Cantrill 1879-83 (1839-1908)
23. James Robert Hindman 1883-87 (1839-1912)
24. James William Bryan 1887-91 (1853-1903)
25. Mitchell Cary Alford 1891-95 (1855-1914)
26. William Jackson Worthington 1895-99 (1833-1914)
27. John Marshall 1899-1900 (1856-1922)
28. J. C. W. Beckham 1900 (1869-1940)
29. William P. Thorne 1903-07 (1845-1928)
30. William Hopkinson Cox 1907-11 (1856-1950)
31. Edward J. McDermott 1911-15 (1852-1926)
32. James D. Black 1915-19 (1849-1938)
33. S. Thruston Ballard 1919-23 (1855-1926)
34. Henry Denhardt 1923-27 (1876-1937)
35. James Breathitt, Jr. 1927-31 (1890-1934)
36. Albert Chandler 1931-35 (1898-1991)
37. Keen Johnson 1935-39 (1896-1970)
38. Rodes K. Myers 1939-43 (1900-1960)
39. Kenneth H. Tuggle 1943-47 (1904-1978)
40. Lawrence Wetherby 1947-50 (1908-1994)
41. Emerson Beauchamp 1951-55 (1899-1971)
42. Harry Lee Waterfield 1955-59 (1911-1988)
43. Wilson W. Wyatt 1959-63 (1905-1996)
44. Harry Lee Waterfield 1963-67 (1911-1988)
45. Wendell H. Ford 1967-71 (1924-2015)
46. Julian M. Carroll 1971-74 (1931-)
47. Thelma Stovall 1975-79 (1919-1994)
48. Martha Layne Collins 1979-83 (1936-)
49. Steve Beshear 1983-87 (1944-)
50. Brereton C. Jones 1987-1991 (1939-)
51. Paul E. Patton 1991-95 (1937-)
52. Steve Henry 1995-2003 (1953-)
53. Steve Pence 2003-2007 (1953-)
54. Daniel Mongiardo 2007-2011 (1960-)
55. Jerry Abramson 2011-2014 (1946-)
56. Crit Luallen 2014-2015 (1952-)
57. Jenean Hampton 2015-2019 (1958-)
58. Jacqueline Coleman depuis 2019 (1982-)